# 陳于廷
陳于廷（1566年—1635年），字孟諤，號中素、中湛、定軒，南直隸常州府宜興縣人，明末政治人物。

## 生平
萬曆二十二年（1600年）甲午科應天鄉試舉人，二十三年（1601年）聯捷乙未科會試第一百五十七名，三甲六十七名進士，工部觀政，歷任光山縣、唐山縣、秀水縣知縣、霸州知州，三十三年行取，三十五年八月考选，三十六年八月徵授福建道御史，剛上任，便上疏批判大學士朱賡。刑部尚書王紀被斥，陳于廷又上疏申救。三十七年巡按山西河東盐政，四十三年七月巡按江西，四十六年巡按山東。四十八年升太僕寺少卿，天啓二年升左通政，本年升太常寺卿，升大理寺卿，天啓三年（1623年）三月升户部添设右侍郎，四年正月改吏部右侍郎，升左侍郎，忤魏忠賢，十月与楊漣、左光斗同被斥為民。
崇禎初年，起為南京右都御史，四年召為北京左都御史，以擬罪援引，不合皇帝意思，崇祯五年削籍歸里，家居二年，崇禎八年（1635年）卒，年七十，諡端毅。《明史》有傳。

## 著作
有《定軒稿》，另編有《紀錄彙編》。

## 家族
曾祖陈邦，主簿。祖陈宪章。父陈一经，庠生。母雷氏。具庆下。弟于明、于扆。娶张氏，子陳貞貽、陳貞裕（舉人）、陳貞達、陳貞慧。

## 延伸阅读
[在维基数据编辑]
 在维基文库阅读此作者作品
 《明史卷二百五十四》，出自《明史》
| 官衔        | 官衔                          | 官衔          |
| ----------- | ----------------------------- | ------------- |
| 前任： 鄧渼 | 明朝秀水縣知縣 1601年－1605年 | 繼任： 史樹德 |